# Tanja Gaich
Tanja Gaich (Salzburgo, 15 de junho de 1980) é uma químicas austríaca.
Tanja Gaich estudou biologia molecular de 1998 a 2000 na Universidade de Salzburgo e química de 1999 até obter o diploma em 2005 na Universidade de Viena, onde obteve em 2009 um doutorado, orientada por Johann Mulzer. No pós-doutorado esteve até 2010 no Scripps Research em La Jolla com Phil Baran. Foi depois Sofja Kovalevskaja Gruppenleiterin na Universidade de Hanôver, na cátedra de Markus Kalesse e a partir de 2015 professora de química orgânica na Universidade de Constança.
Recebeu o Prêmio Sofia Kovalevskaya de 2012.

## Publicações selecionadas
- com J. Mulzer: Total Synthesis of (−)-Penifulvin A, an Insecticide with a Dioxafenestrane Skeleton, J. Am. Chem. Soc. 2009, 131 (2), 452–453, doi:10.1021/ja8083048.
- com P. S. Baran: Aiming for the Ideal Synthesis, J. Org. Chem. 2010, 75 (14), 4657–4673, doi:10.1021/jo1006812.
- com J. Mulzer: Biomimetic Synthesis of Alkaloids with a Modified Indole Nucleus, in: Erwan Poupon, Bastien Nay (Hrsg.): Biomimetic Organic Synthesis, Volume 1, Wiley-VCH 2011, p. 149–180
- com S. Krüger: Enantioselective, Protecting-Group-Free Total Synthesis of Sarpagine Alkaloids—A Generalized Approach, Angew. Chem. Int. Ed. 2015, 54 (1), 315–317.
- com E. Stempel: Cyclohepta[b]indoles: A Privileged Structure Motif in Natural Products and Drug Design, Acc. Chem. Res. 2016, 49 (11), 2390–2402
- com R. Eckermann, M. Breunig: Formal Total Synthesis of (±)-Strictamine by [2,3]-Sigmatropic Stevens Rearrangements, Chem. Eur. J. 2017, 23 (16), 3938–3949.
- com C. K. G. Gerlinger, S. Krüger: Total Synthesis of Parvineostemonine by Structure Pattern Recognition: A Unified Approach to Stemona and Sarpagine Alkaloids, Chem. Eur. J. 2018, 24 (16), 3994–3997.
- com H. Rebmann, C. K. G. Gerlinger: Gram-Scale Total Synthesis of Sarpagine Alkaloids and Non-Natural Derivatives, Chem. Eur. J. 2019, 25 (11), 2704–2707